# Deltochilum spinipes
Deltochilum spinipes är en skalbaggsart som beskrevs av Renaud Maurice Adrien Paulian 1938. Deltochilum spinipes ingår i släktet Deltochilum och familjen bladhorningar. Inga underarter finns listade i Catalogue of Life.